# Teodor Angelos Dukas Komnen
Teodor Angelos Dukas Komnen (ur. 1180/1185, zm. po 1252, gr. Θεόδωρος Άγγελος Δούκας Κομνηνός, Theodōros Angelos Doukas Komnēnos) – kuzyn cesarzy bizantyjskich Izaaka II i Aleksego III Angelosów, władca Epiru od 1214 do 1227 roku, cesarz Tesaloniki od 1227 do 1230 roku.

## Władca Epiru
Teodor Dukas Komnen, a właściwie Teodor Angelos Dukas Komnen, był synem sebastokratora Jana, bratem Michała I Angelosa pierwszego władcy Epiru, a kuzynem cesarzy z dynastii Angelosów – Izaaka II i Aleksego III. Dane dotyczące wczesnych lat życia Teodora Dukasa są skromne. Początkowo przebywał na dworze cesarzy nicejskich. W 1209 roku prawdopodobnie bronił Koryntu przed łacinnikami. Po jego upadku w 1210 roku na prośbę brata Michała I znalazł się na dworze w Joaninie.
Po jego śmierci objął władzę w Epirze. Przeniósł stolicę państwa z Joaniny do Arty. Z uwagi na swoje zaangażowanie na północy kraju władzę nad południowym Epirem powierzył w 1217 roku bratu Konstantynowi, a władzę nad Tesalią, po jej podboju trzeciemu z braci – Manuelowi.
Pierwszym czynem, dzięki któremu jego imię stało się głośne poza granicami Epiru, był zuchwały zamach w 1217 roku na ukoronowanego właśnie przez papieża nowego cesarza łacińskiego Piotra de Courtenay. Po drodze z Rzymu do Konstantynopola w górskich przesmykach Albanii Piotr wpadł w zasadzkę zastawioną przez Teodora i zakończył życie w niewoli.
W krótkim czasie doprowadził do zawarcia układów pokojowych z panami albańskimi oraz z panującym w Serbii Stefanem I Koronowanym (1217–1227). Korzystając z wojny domowej w Bułgarii poszerzył swój stan posiadania na północy w Macedonii. Następnie przystąpił do podboju reszty Tesalii. W 1218 roku podjął rekonkwistę europejskich terenów dawnego Bizancjum. W końcu 1221 roku, wykorzystując krótkotrwały zamęt w Cesarstwie Nicejskim po śmierci cesarza Teodora I Laskarysa odciął ostatecznie Królestwo Tessaloniki od Konstantynopola. Trzy lata później, w 1224 roku, po długim oblężeniu, zdobył drugie co do wielkości miasto cesarstwa bizantyńskiego, likwidując tym samym królestwo założone przez Bonifacego z Montferratu. Młody król Tesaloniki Demetriusz próbował sprowadzić pomoc z Italii. Podjęta jednak w następnym roku, przez przyrodniego brata Wilhelma, interwencja załamała się na skutek śmierci jej wodza na dyzenterię, w obozie na równinie tesalskiej. W 1225 roku Teodor zajął jeszcze Adrianopol, stolicę Tracji, zmuszając wojska nicejskie do wycofania się.

## Cesarz Tesaloniki
Po zdobyciu Tesaloniki Teodor czuł się dostatecznie potężny by sięgnąć po purpurę cesarską. Wykorzystał fakt, że w 1219 roku syn księcia serbskiego Stefana Nemanji, Saba zwrócił się z pominięciem biskupa Ochrydy, któremu kościół w Serbii podlegał, do patriarchy nicejskiego i otrzymał od niego sakrę autokefalicznego biskupa Serbii. Teodor zwrócił się do rozgoryczonego arcybiskupa Ochrydy, Demetriusza Chomatiana, spod którego jurysdykcji patriarcha Nicei wyłączył kościół serbski, i z jego rąk najprawdopodobniej w 1227 roku przyjął koronę cesarską. Tytułował się odtąd basileusem i autokratorem wszystkich Romajów, przez co zgłaszał pretensje do dziedzictwa cesarzy bizantyńskich. Ambicje Teodora najlepiej charakteryzuje fakt, że przybrał sobie trzy cesarskie nazwiska: Angelosów, Dukasów i Komnenów (sam Angelos po ojcu, nazwisko Dukas przyjął po swoje matce, a Komnenos po babce Teodorze, córce cesarza Aleksego I). Po koronacji cesarskiej, obawiając się konkurencji w walce o Konstantynopol zerwał sojusz z dotychczasowym sprzymierzeńcem carem bułgarskim Iwanem Asenem II. Tym bardziej że rządzący Konstantynopolem łacinnicy, po śmierci cesarza Roberta de Courtenay w 1228 roku i objęciu władzy przez jedenastoletniego Baldwina II, niezdolnego do przeciwstawienia się energicznemu władcy Epiru, chcieli przekazać regencję carowi. Po zerwaniu sojuszu Teodor zaatakował Bułgarów i 9 marca 1230 roku pod Kłokotnicą poniósł swoją pierwszą i od razu druzgoczącą klęskę. Dostał się do niewoli i został oślepiony. Trację z Adrianopolem, Macedonię Egejską i ziemie albańskie zajęli Bułgarzy. Państwo Teodora rozpadło się. Władzę w Tesalonice objął tolerowany przez Bułgarów brat cesarza Manuel. W Epirze w krótkim czasie usamodzielnił się Michał II Angelos, nieślubny syn Michała I, brata Teodora. Akarnania i Etolia przeszły pod panowanie trzeciego brata Teodora, Konstantyna.

## Ostatnie lata
W 1236 roku car bułgarski, który przez dwa lata wspólnie z cesarzem nicejskim Janem III Watatzesem oblegał Konstantynopol, zaatakował swego dotychczasowego sojusznika. Potrzebował teraz silniejszego niż Manuel sojusznika na zachodzie, wypuścił więc z niewoli oślepionego ekscesarza Teodora. Teodorowi mimo doznanych klęsk nie zabrakło energii i zdolności. W krótkim czasie zdołał odsunąć od władzy Manuela i powierzyć ją synowi Janowi, którego nakłonił do przyjęcia tytułu cesarskiego. Jan, pozbawiony ambicji i większych talentów politycznych sprawowanie władzy pozostawił ojcu. Sytuacja małego cesarstwa dalej się jednak komplikowała. Car bułgarski pod wrażeniem epidemii, która zabrała mu najbliższych, jeszcze w tym samym roku wycofał się z zaczepnych kroków przeciw cesarzowi nicejskiemu W 1239 roku wypędzony Manuel, przy poparciu cesarza nicejskiego Jana III Dukasa Watatzesa zdołał opanować Tesalię i zmusił Teodora do uznania swoich nabytków. W 1241 roku zmarł Iwan Asen II, a Bułgaria znalazła się w kryzysie. Wykorzystując sytuację w 1242 roku z silną armią pod murami Tessaloniki stanął Jan III Dukas Watatzes. Na szczęście dla oblężonych Cesarstwo Nicejskie najechali właśnie Mongołowie i cesarz musiał zaniechać zdobywania miasta. Przewaga sił nicejskich była jednak na tyle poważna, że Teodor skłonił syna do zrzeczenia się godności cesarskiej i uznania zwierzchnictwa nicejskiego władcy. Jan III obdarzył Jana Angelosa tytułem despotesa i przyrzekł uszanować odrębność podporządkowanych mu ziem.
Jan zmarł w 1244 roku. Dwa lata utrzymał władzę w Tesalonice jego brat Demetriusz, do czasu aż niezadowoleni z rządów rozpustnego i nieudolnego władcy, mieszkańcy Tesaloniki wydali miasto cesarzowi Nicei. Cesarz uwięził go i wywiózł do Azji Mniejszej, likwidując tym samym cesarstwo Teodora Dukasa Komnena (1246). Teodor otrzymał wówczas od cesarza posiadłości w okolicach Wodeny (Edessy). Namówił stamtąd swego bratanka Michała II do podjęcia próby zagarnięcia nicejskich zdobyczy w Macedonii. W 1249 roku Michał II zajął szereg twierdz macedońskich. Po początkowych sukcesach epirockich do kontrnatarcia przeszły wojska cesarza Jana III Dukasa Watatzesa, odzyskały tereny w Macedonii, zajęły posiadłości Teodora i przeniosły działania wojenne na teren Epiru. Ostatecznie w 1252 roku Michał II był zmuszony zawrzeć w Larisie pokój z Cesarstwem, na mocy którego zrzekał się swych ziem w Macedonii i Albanii, przyjmował tytuł despotesa, uznając zwierzchnictwo nicejskie i wydawał Teodora cesarzowi. Teodor zakończył swe burzliwe życie w więzieniu w Nicei.